# José Cienfuegos
 (avril 2018).
José Marìa Cienfuegos Jovellanos, né à Oviedo le 1er février 1763 et mort le 29 avril 1825 à Madrid, est un militaire, politicien espagnol, gouverneur de Cuba.

## Biographie
Il est le fils de Baltasar González de Cienfuegos, cinquième comte de Marcel de Peñalba, et de Xosefa de Jovellanos, sœur de Jovellanos, fille de Francisco Gregorio de Jovellanos, lieutenant supérieur de Gijón et petite-fille maternelle du marquis de San  Esteban del Mar de Natahoyo.
Il a étudié au Collège de Cadets de l'Artillerie de Ségovie. Il a initié sa carrière militaire en tant qu'artilleur à la prise de Majorque. Avec le grade de Capitaine, il participe sur le site de San Felipe (Port Mahon), dans la guerre contre la France, la campagne du Rousillon, participe à la prise de la place de Bellegarde et à sa défense jusqu'en septembre 1794 et à l'attaque de Gibraltar.
En 1806, il est nommé directeur de la fabrique de munitions épaisses de Trubia. Il s'est marié cette même année avec María del Carmen Argüelles. Durant la Guerre d'indépendance espagnole il fut commandant général de l'artillerie d'Estrémadure durant l'année 1812, où il s'est entretenu avec Arthur Wellesley (Duc de Wellington).
Après la guerre, il est nommé Capitaine général de Cuba combattant de manière décisive les pirates antillais. Son nom a été donné à la ville de Cienfuegos, dix ans après sa fondation.
Pendant la Restauration absolutiste en Espagne/Triennat libéral (1820-1823), il a été ministre de la Guerre Espagnol entre le 24 janvier et le 28 février 1822, dans le cabinet de José Gabriel de Silva y Bazán.

## Référence
- (es) Cet article est partiellement ou en totalité issu de l’article de Wikipédia en espagnol intitulé « José Cienfuegos Jovellanos » (voir la liste des auteurs).